# اختلال خواب و بیداری غیر ۲۴ ساعته
اختلال خواب و بیداری غیر ۲۴ ساعته (به انگلیسی: Non-24-hour sleep–wake disorder) یا (N24SWD) یکی از چندین اختلال ریتم شبانه‌روزی خواب (CRSDs) است. این اختلال به عنوان یک «الگوی پایدار مزمن دربرگیرنده[...] تأخیر روزانه در زمان به خواب رفتن و بیداری در فردی که در یک جامعه زندگی می‌کند» تعریف می‌شود. علائم آن‌ هنگامی ایجاد می‌شوند که ریتم شبانه‌روزی درون‌زای همگام‌ساز (خواب فری‌رانینگ) از چرخهٔ روشنایی-تاریکی در طبیعت خارج شود. اگرچه این اختلال خواب در افراد نابینا شایع‌تر است و تا ۷۰ درصد از نابینایان را تحت تأثیر قرار می‌دهد، اما می‌تواند بر افراد بینا نیز اثرگذار باشد. اختلال غیر ۲۴ ساعته ممکن است در کنار اختلالاتی چون اختلال دوقطبی، افسردگی، و آسیب مغزی تروماتیک بروز کند. آکادمی پزشکی خواب آمریکا (AASM) دستورالعمل‌های پیرامون اختلال ریتم شبانه‌روزی خواب (CRSD) را از سال ۲۰۰۷ با آخرین به‌روزرسانی منتشر شده در سال ۲۰۱۵ ارائه کرده‌است.

## بینا
در افرادی با ریتم خواب غیر ۲۴ ساعته، بدن اساساً اصرار دارد که طول روز (و شب) به‌طور قابل ملاحظه‌ای بیشتر از ۲۴ ساعت (یا به ندرت کوتاه‌تر) باشد و از سازگاری با چرخه بیرونی نور-تاریکی خودداری می‌کند. این امر، خوابیدن در زمان‌های عادی را غیرممکن می‌کند و همچنین باعث تغییرات روزانه در سایر جنبه‌های ریتم شبانه‌روزی مانند زمان اوج هوشیاری، حداقل دمای بدن، متابولیسم و ترشح هورمون می‌شود. اختلال خواب و بیداری غیر ۲۴ ساعته، باعث می‌شود که ریتم خواب و بیداری فرد در طول شبانه‌روز در حرکت باشد و در نهایت برای یک یا دو روز به حالت عادی بازگردد و دوباره به حالت غیرعادی برگردد. این حالت به عنوان خواب فری‌رانینگ شناخته می‌شود.
افراد مبتلا به این اختلال ممکن است برای تطابق خود با دیگر تغییرات در چرخه‌های خواب و بیداری منظم و ثابت، مانند تعطیلات، فشار روانی، فعالیت‌های عصرگاهی، تغییرات زمان مانند ساعت تابستانی، سفر به مناطق زمانی مختلف، بیماری، داروها (به‌ویژه محرک‌ها یا داروهای آرام بخش)تغییر در ساعات نور روز در فصول مختلف و رشد قد، دچار مشکل شوند که معمولاً باعث ایجاد خستگی نیز می‌شوند. آن‌ها همچنین نسبت به افراد معمولی پس از محرومیت کامل از خواب تمایل به خواب کمتری نشان می‌دهند.
ریتم غیر ۲۴ ساعته می‌تواند در هر سنی شروع شود و لزوماً متعلق به دوران کودکی نیست. اختلال فوق گاهی با اختلال فاز خواب تأخیری همراه می‌شود.
بیشتر افراد مبتلا به این اختلال متوجه می‌شوند که این اختلال به شدت توانایی آن‌ها را برای عملکرد در مدرسه، شغل و زندگی اجتماعی مختل می‌کند. به‌طور معمول، آن‌ها «تا حدی یا به‌طور کامل قادر به انجام فعالیت‌های برنامه‌ریزی شدهٔ روزانه نیستند و بیشتر آن‌ها نمی‌توانند در مشاغل معمولی کار کنند». تلاش برای نگه داشتن ساعات متعارف توسط افراد مبتلا به این اختلال عموماً منجر به بی‌خوابی (که از ویژگی‌های طبیعی خود این اختلال نیست) یا خواب‌آلودگی مفرط، (تا حدی که به خواب عمیق می‌روند) و همچنین عوارض بی‌شمار مرتبط با محرومیت از خواب مزمن، می‌شود. افراد بینای دچار ریتم غیر ۲۴ ساعته که خود را مجبور می‌کنند تا یک روز کاری عادی زندگی کنند "اغلب موفق نیستند و ممکن است در ساعات بیداری دچار شکایات جسمی و روانی مانند خواب‌آلودگی، خستگی، سردرد، کاهش اشتها یا خلق افسرده" شوند. بیماران اغلب در حفظ زندگی اجتماعی معمولی با مشکل مواجه می‌شوند و برخی از آن‌ها شغل خود را از دست می‌دهند یا از تحصیل بازمی‌مانند."

## نابینا
تخمین زده شده‌است که ریتم غیر ۲۴ ساعته در بیش از نیمی از تمام افرادی که کاملاً نابینا هستند، رخ می‌دهد. این اختلال می‌تواند در هر سنی، از بدو تولد به بعد رخ دهد. معمولاً مدت کوتاهی پس از از دست دادن یا برداشتن چشم فرد این اختلال بروز می‌کند، زیرا سلول‌های گانگلیونی حساس به نور در شبکیه نیز برداشته می‌شوند.
بدون رسیدن نور به شبکیه، هستهٔ سوپراکیاسماتیک (SCN)، واقع در هیپوتالاموس، قادر نیست تا به‌طور روزانه جهت همگام‌سازی ریتم شبانه‌روزی فرد با ریتم اجتماعی اقدام کند و در نتیجه برای بسیاری از افراد کاملاً نابینا، اختلال ریتم غیر ۲۴ روی می‌دهد. غیر ۲۴ در میان بیماران کم‌بینا که حتی کمترین میزان دریافت نور را نیز دارند، نادر است. محققان دریافته‌اند که قرار گرفتن در معرض حداقل نور در شب می‌تواند بر ساعت بدن تأثیر بگذارد.

## علائم
افراد مبتلا به این اختلال ممکن است پیروی از یک ریتم منظم برایشان مشکل باشد، زیرا ساعت بیولوژیکی آن‌ها می‌تواند به قدری تغییر کند که در طول روز خواب‌آلود باشند و در طول شب بی‌خوابی را تجربه کنند. یکی دیگر از ویژگی‌های رایج تشخیصی ماهیت چرخه‌ای افراد غیر ۲۴ ساعته: افراد دوره‌های خاصی را تجربه خواهند کرد، ممکن است هفته‌ها یا ماه‌ها در طول روز (دوره‌های دارای نشانه) بخوابند که جایگزین دوره‌های خواب در ساعات عادی شبانه (دوره‌های بدون علامت) است.
علائم گزارش شده توسط بیمارانی که مجبور به برنامه ۲۴ ساعته می‌شوند مشابه علائم محرومیت از خواب است و می‌تواند شامل موارد زیر باشد:

## علل
عوامل مؤثر احتمالی بر بروز اختلال خواب و بیداری غیر ۲۴ ساعته ۲ مورد است: (۱)، عوامل بیرونی: دور شدن از چرخه‌های نور روزانه (مانند کار در محیطی کاملاً عاری از نور طبیعی). و (۲)، ذاتی: در مواردی که عوامل مانند نابینایی یا عملکرد نادرست بیوشیمی بدن به نور در فرد مورد بحث، ترشح ملاتونین در برخورد با نور اختلال وجود دارد. ملاتونین عامل تنظیم خواب است و انتشار آن توسط مقدار نور وارد شده به چشم کنترل می‌شود.

### بینا
به نظر می‌رسد بروز این اختلال در افراد بینا نادرتر از افراد نابینا باشد و علت اختلال در ریتم شبانه‌روزی در افراد بینا کمتر شناخته شده‌است. حداقل یک مورد از افراد بینایی که دچار ریتم غیر ۲۴ ساعته بودند قبلاً در ناحیهٔ سَر دچار آسیب شده بود. بیمار دیگری که این اختلال در او تشخیص داده شد، بعداً مشخص شد که «آدنوم هیپوفیز بزرگی دارد که کیاسمای بینایی را درگیر کرده‌است». بنابراین به نظر می‌رسد مشکل عصبی در این اختلال اثرگذار باشد. به‌طور خاص، تصور می‌شود که عملکرد غیرطبیعی هسته سوپراکیاسماتیک (SCN) در هیپوتالاموس بر بروز اختلال مؤثر باشد. برای درمان چندین مورد دیگر نیز، کرونوتراپی، که یک درمان تجویز شده برای اختلال فاز خواب تأخیری است، تجویز گردیده. «مطالعات روی جانوران نشان داد که سندرم هایپرنیکتوهمرال می‌تواند تأثیری فیزیولوژیکی بر طولانی‌تر شدن چرخهٔ خواب و بیداری با کرونوتراپی بگذارد.» طبق گفته آکادمی پزشکی خواب آمریکا (AASM): «به نظر می‌رسد نقص در همگام‌سازی منعکس‌کنندهٔ ریتم‌های فری‌رانینگ (FRD) در بیماران باشد.»
چندین مطالعهٔ تجربی روی افراد بینا مبتلا به این اختلال انجام شده‌است. مک آرتور و همکاران گزارشی از درمان یک بیمار بینا که «به نظر می‌رسد حساس به نور درخشان است» منتشر کردند. به عبارت دیگر، مغز (یا شبکیهٔ چشم) به‌طور طبیعی به نور واکنش نشان نمی‌دهد (افراد مبتلا به این اختلال ممکن است به‌طور غیرعادی به نور حساس باشند یا نباشند؛ یک مطالعه نشان داد که آن‌ها نسبت به گروه کنترل حساس‌تر بودند). در سال ۲۰۰۲ اوچیاما و همکاران. پنج بیمار مبتلا به ریتم غیر ۲۴ ساعتهٔ بینا را که در طول مطالعه مشخص شد چرخهٔ خواب و بیداری‌شان به‌طور متوسط ۲۵٫۱۲ ساعت بود را مورد بررسی قرار داد. چنین چیزی به‌طور قابل توجهی طولانی‌تر از میانگین ۲۴٫۰۲ ساعته بروز کرده در افراد گروه کنترل در آن مطالعه است که نزدیک به میانگین چرخهٔ ذاتی برای بزرگسالان سالم در تمام سنین بود: ۲۴٫۱۸ ساعت که توسط چارلز سزیسلر یافت شد. مطالعه معمولاً به تأخیر «یک تا دو ساعته» در هر ۲۴ ساعت در روز (به معنی یک چرخهٔ ۲۵ تا ۲۶ ساعته) اشاره دارد.
اوچیاما و همکاران قبلاً نشان داده بودند که کاهش دمای مرکزی بدن بیماران بینای مبتلا به ریتم غیر ۲۴ ساعته در مرحلهٔ خواب بسیار زودتر از دو ساعت قبل از بیدار شدن معمول رخ می‌دهد. آن‌ها عنوان می‌کنند که طبق منحنی پاسخ فاز (PRC) برای نور، فاصلهٔ زیاد بین کاهش دمای بدن و بیداری باعث می‌شود روشنایی پس از بیدار شدن تقریباً بی‌اثر شود.
در بررسی بالینی خود در سال ۲۰۰۷، اوکاوا و اوچیاما گزارش دادند که افراد دچار ریتم غیر ۲۴ ساعته، میانگین مدت خوابشان ۹ تا ۱۰ ساعت است و دورهٔ شبانه‌روزی آن‌ها به‌طور متوسط ۲۴٫۸ ساعت به درازا می‌کشد.